# Violett fingersvamp
Violett fingersvamp (Clavaria zollingeri) är en svampart som beskrevs av Lév. 1846. Violett fingersvamp ingår i släktet Clavaria och familjen fingersvampar. Inga underarter finns listade.

## Beskrivning
Fruktkroppen (den ovanjordiska delen) är violett och fingeraktigt förgrenad, med en höjd mellan 4 och 10 cm. Svamparna växer ofta flera tillsammans. Sporerna är nästan sfäriska till avlångt rundade.

## Ekologi
Habitaten utgörs av magra, ogödslade gräsmarker, betesmarker, skogar och parker, rika på örtväxtlighet. Arten föredrar sura, mossrika jordar med kort grässvål. Även om fruktkropparna är kortlivade, kan myceliet leva länge, troligtvis flera tiotals år.

## Utbredning
Arten finns i Europa, från Island, Brittiska öarna och Frankrike i väster till nordvästra Ryssland, Baltikum, Polen och Ungern i öster, och från mellersta Norden, norra Ungern, Österrike, Frankrike och norra Spanien, inklusive Balearerna, i söder.
I Sverige är arten sällsynt, även om utbredningsområdet är stort: Från Skåne över spridda lokaler till Ångermanland och Lycksele lappmark.
I Finland finns arten från sydkusten, med undantag för Åland, norrut till mellersta Lappland.

## Status
Arten är hotad i många områden. Globalt rödlistar Internationella naturvårdsunionen (IUCN) den som sårbar (VU). I Sverige har också arten rödlistats som sårbar. I Finland är den däremot inte rödlistad, utan klassificerad som livskraftig (LC).
Orsakerna till nedgången utgörs framför allt av habitatförlust, som i sin tur beror på det ändrade, moderna jordbruket. Behovet av betesmarker minskade, och användningen av konstgödsel och bekämpningsmedel ökade. På många håll har även förändrat markutnyttjande med byggnation spelat in.